# Xiaomi MiPad

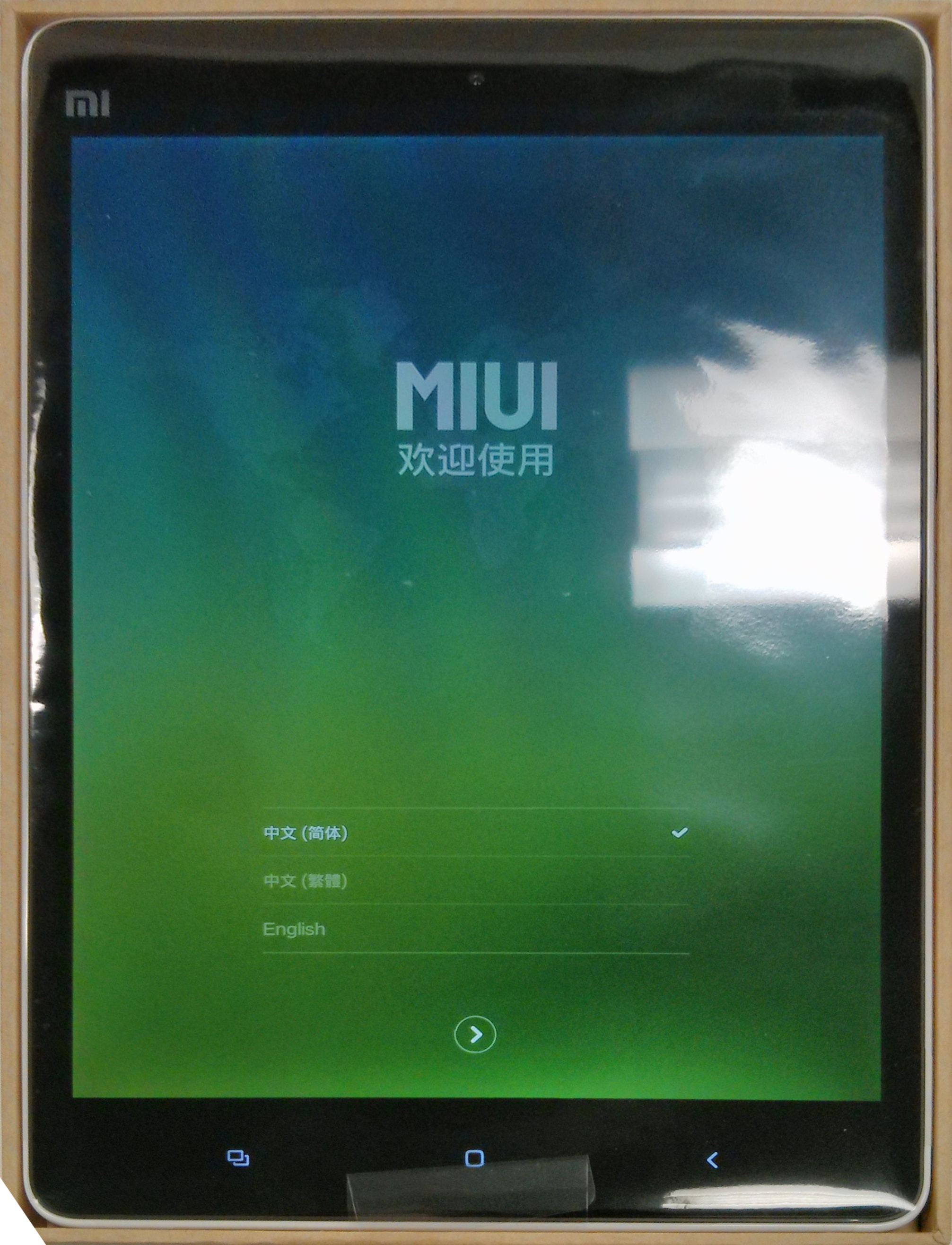
Xiaomi MiPad

Xiaomi MiPad è un tablet prodotto da Xiaomi. È il primo tablet prodotto da Xiaomi e fabbricato da Foxconn. Il dispositivo è disponibile in due varianti, da 16 GB e 64 GB.

## Commercializzazione
Il MiPad è stato distribuito durante l'evento che si è tenuto il 5 maggio 2014. È stato rilasciato in India il 25 marzo 2015.

## Funzionalità

### Hardware
- 7.9" 1536 x 2048 IPS LCD 324ppi, Gorilla Glass 3
- Chipset Nvidia Tegra K1, 2GB RAM
- Processore quad-core Cortex-A15 da 2.2 GHz

### Software
- Android 4.4.4 personalizzazioni MIUI